# اچ‌ام‌اس G6
اچ‌ام‌اس جی۶ (به انگلیسی: HMS G6) یک زیردریایی بود که طول آن ۵۷٫۵ متر (۱۸۹ فوت) بود. این زیردریایی در سال ۱۹۱۵ ساخته شد.